# Ride Me Back Home (álbum de Willie Nelson)
Ride Me Back Home es el sexagésimo noveno álbum de estudio del músico estadounidense Willie Nelson, publicado el 21 de junio de 2019 bajo el sello Legacy Recordings. Su canción principal, del mismo nombre que el álbum, le valió a Nelson su noveno premio Grammy, en la categoría de mejor interpretación de country solista.

## Lista de canciones
| N.º   | Título                             | Escritor(es)                                                       | Duración |  |
| 1.    | «Ride Me Back Home»                | Lucinda Hinton, Joe Manual, Debby Throckmorton, Sonny Throckmorton | 3:35     |  |
| 2.    | «Come on Time»                     | Nelson, Buddy Cannon                                               | 2:55     |  |
| 3.    | «My Favorite Picture of You»       | Guy Clark                                                          | 3:55     |  |
| 4.    | «Seven Year Itch»                  | Nelson, Cannon                                                     | 3:23     |  |
| 5.    | «Immigrant Eyes»                   | Clark                                                              | 4:34     |  |
| 6.    | «Stay Away from Lonely Places»     | Nelson, Don Bowman                                                 | 3:59     |  |
| 7.    | «Just the Way You Are»             | Billy Joel                                                         | 4:35     |  |
| 8.    | «One More Song to Write»           | Nelson, Cannon                                                     | 3:56     |  |
| 9.    | «Nobody's Listening»               | Nelson, Cannon                                                     | 4:51     |  |
| 10.   | «It's Hard to Be Humble»           | Mac Davis                                                          | 3:47     |  |
| 11.   | «Maybe I Should've Been Listening» | Buzz Rabin                                                         | 3:50     |  |
| 43:20 |                                    |                                                                    |          |  |

## Posición el listas
| País                   | Lista                   | Posición |
| ---------------------- | ----------------------- | -------- |
| Austria                | Ö3 Austria Top 40       | 18       |
| Alemania               | Offizielle Top 100      | 54       |
| Escocia ( Reino Unido) | Official Charts Company | 18       |
| Suiza                  | Schweizer Hitparade     | 18       |
| Estados Unidos         | Billboard 200           | 18       |